# Hoàng Văn Minh (trung tướng)
Hoàng Văn Minh, quê ông ở xã Lạng Sơn, huyện Anh Sơn, tỉnh Nghệ An, là một sĩ quan cấp cao trong Quân đội nhân dân Việt Nam, hàm Trung tướng, Phó Giáo sư, Tiến sĩ,

## Thân thế và sự nghiệp
Ông từng giữ chức Sư đoàn phó Sư đoàn 5
Phó Giám đốc Học viện Lục quân
Tháng 1 năm 2015, bổ nhiệm giữ chức Giám đốc Học viện Lục quân
Thiếu tướng (2012).
Trung tướng (2018).